# 421 v. Chr.
Portal Geschichte | Portal Biografien | Aktuelle Ereignisse | Jahreskalender | Tagesartikel

◄ |
6. Jahrhundert v. Chr. |
5. Jahrhundert v. Chr. |
4. Jahrhundert v. Chr. |
►

◄ | 440er v. Chr. | 430er v. Chr. | 420er v. Chr. | 410er v. Chr. |
400er v. Chr. |
►

◄◄ | ◄ | 424 v. Chr. | 423 v. Chr. | 422 v. Chr. | 421 v. Chr. |
420 v. Chr. |
419 v. Chr. |
418 v. Chr. |
► |
►►

## Ereignisse

### Politik und Weltgeschehen
Der Nikiasfrieden bringt den Peloponnesischen Krieg zwischen dem vom Athen geführten Attischen Seebund und dem Peloponnesischen Bund unter Sparta zu einem vorläufigen Ende. Der Frieden wird auf 50 Jahre geschlossen und orientiert sich am Status quo ante: Die athenischen Stützpunkte Pylos und Kythera sollen gegen das von Sparta besetzte Amphipolis getauscht werden. Zudem soll es zu einem Gefangenenaustausch kommen. Der nach dem athenischen Politiker und Heerführer Nikias benannte Frieden wird auch als „fauler Friede“ bezeichnet, da die Ursachen des Konflikts nicht beseitigt und die Interessen der spartanischen Verbündeten nicht berücksichtigt werden.

### Kultur
Die Komödie Der Frieden (Εἰρήνη) von Aristophanes wird uraufgeführt und erringt den zweiten Preis bei den Dionysien.